# Гломча
Гломча (пол. Hłomcza) — лемківське село в гміні Сянік Сяноцького повіту Підкарпатського воєводства.
Населення — 332 особи (2011).

## Розташування
Знаходиться за 11 км на північному-сході від Сяніка і 49 км на південний-схід від Ряшева на лівому березі Сяну.

## Назва
У 1977-1983 рр. в ході кампанії ліквідації українських назв село називалося Свєрчево.

## Історія
Село істнувало ще у давньоруські часи.
До 1772 р. село входило до Сяніцької землі Руського воєводства, з 1783 року — до Сяноцького округу Королівства Галичини та Володимирії Австро-Угорщини.
У 1785 році село посідало 4,23 км² та нараховувало 446 мешканців, з яких 435 греко-католики, 5 римо-католиків і 6 євреїв.
На 01.01.1939 у селі було 790 жителів (710 українців-грекокатоликів, 60 українців-римокатоликів, 5 поляків і 15 євреїв). Також була читальня «Просвіти» Село належало до Сяніцького повіту Львівського воєводства.
У 1975-1998 роках село належало до Кросненського воєводства.

## Демографія
Демографічна структура станом на 31 березня 2011 року:
|          | Загалом | Допрацездатний вік | Працездатний вік | Постпрацездатний вік |
| -------- | ------- | ------------------ | ---------------- | -------------------- |
| Чоловіки | 172     | 48                 | 105              | 19                   |
| Жінки    | 160     | 52                 | 78               | 30                   |
| Разом    | 332     | 100                | 183              | 49                   |

- 1840 – 493 греко-католики
- 1859 – 468 греко-католики
- 1879 – 515 греко-католики
- 1899 – 635 греко-католики
- 1926 – 670 греко-католики
- 1936 – 728 греко-католики і 275 євреїв

## Церква
У 1859 році на місці старого храму (1828) була збудована дерев'яна греко-католицька церква Собору Пресвятої Богородиці. Була відновлена 1910 року, коли поряд неї вимурували дзвіницю. У підпорядкуванні парафії також знаходилися церква у селах Лодина та Мриголод.
Входила до складу Сяноцького деканату Перемишльської єпархії УГКЦ.
У 1934 році місцева парафія увійшла до складу Апостольської Адміністрації. 
Від 1987 року парафіяльна церква використовується як православний храм.

## Мешканці
Згідно даних Йосифинської метрики від 1787 року у селі проживали особи з наступними прізвищами: Андрейко, Баб'як - 2 сім'ї, Вдов'як, Ганевич - 3 сім'ї, Гаць - 3 сім'ї, Головенчак - 2 сім'ї, Каштелян, Корнаць - 3 сім'ї, Кравець, Куриловський - 2 сім'ї, Лазурко, Лан, Лучка - 2 сім'ї, Маляр, Масняк, Матвійко, Мацко, Морозко - 3 сім'ї, Окряк - 2 сім'ї, Параняк, Петрович, Попович - 2 сім'ї, Шевчак - 3 сім'ї, Сокол - 2 сім'ї, Солецький - 2 сім'ї, Співак - 5 сімей, Степан - 4 сім'ї, Стецевич - 4 сім'ї, Стричко, Хом'як - 2 сім'ї.